# Hòn non bộ

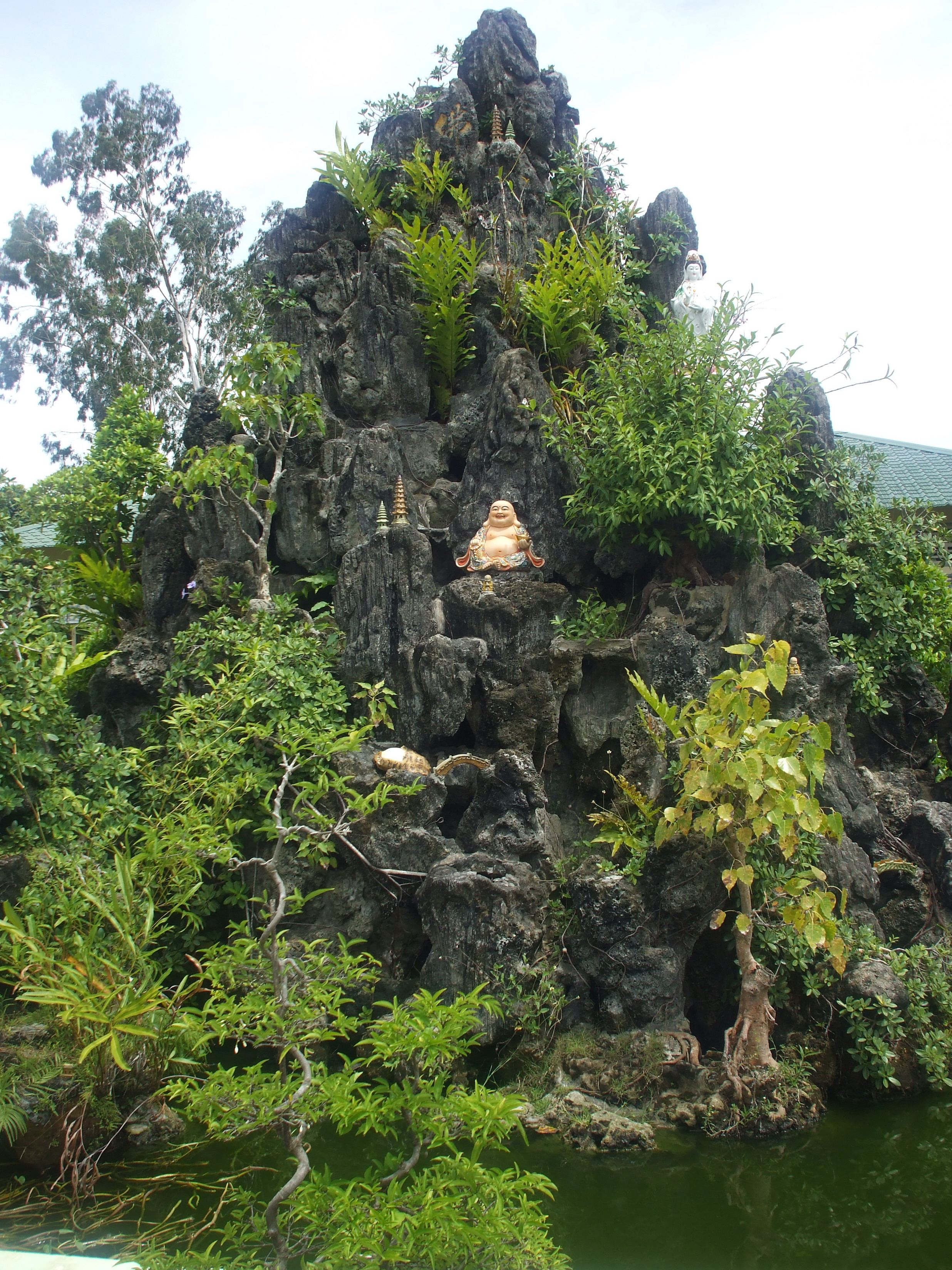
Hòn non bộ: phối hợp yếu tố nước, cây xanh, đá và trang trí cảnh vật

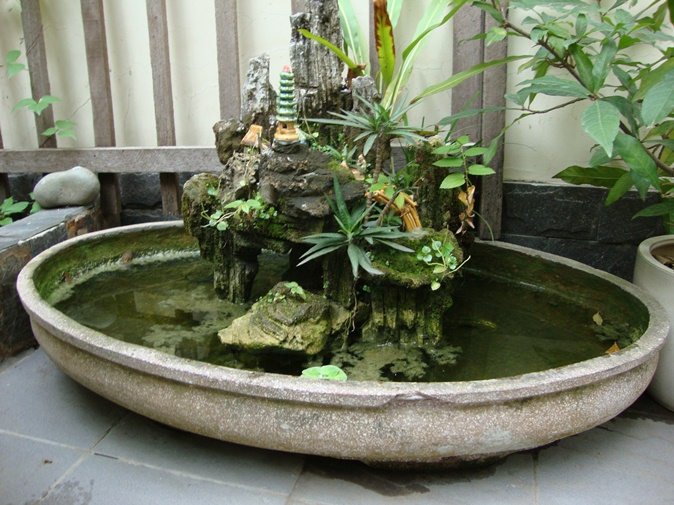
Hòn non bộ dựng trong bể cạn

Hòn Non Bộ (Chữ Nôm: 𡉕𡽫部) là nghệ thuật xây dựng, sắp đặt, thu nhỏ, đưa những ngọn núi to lớn ngoài tự nhiên vào trong các vườn cảnh (giả sơn) để phục vụ mục đích thưởng ngoạn trong cuộc sống. Non bộ là một thú chơi của không chỉ của người Việt mà còn là của nhiều dân tộc trên thế giới. Trong nghệ thuật vườn cảnh Á Đông, người Nhật Bản có bonkei, người Trung Hoa có penjing. Cả hai là "bồn cảnh" (chữ Nho: 盆景) tương tự như cách chơi Non bộ ở Việt Nam nhưng riêng người Việt phát triển lối kết hợp chặt chẽ thành phần nước, còn người Nhật và Hoa lại chú trọng đến yếu tố cây xanh.

## Tại Việt Nam

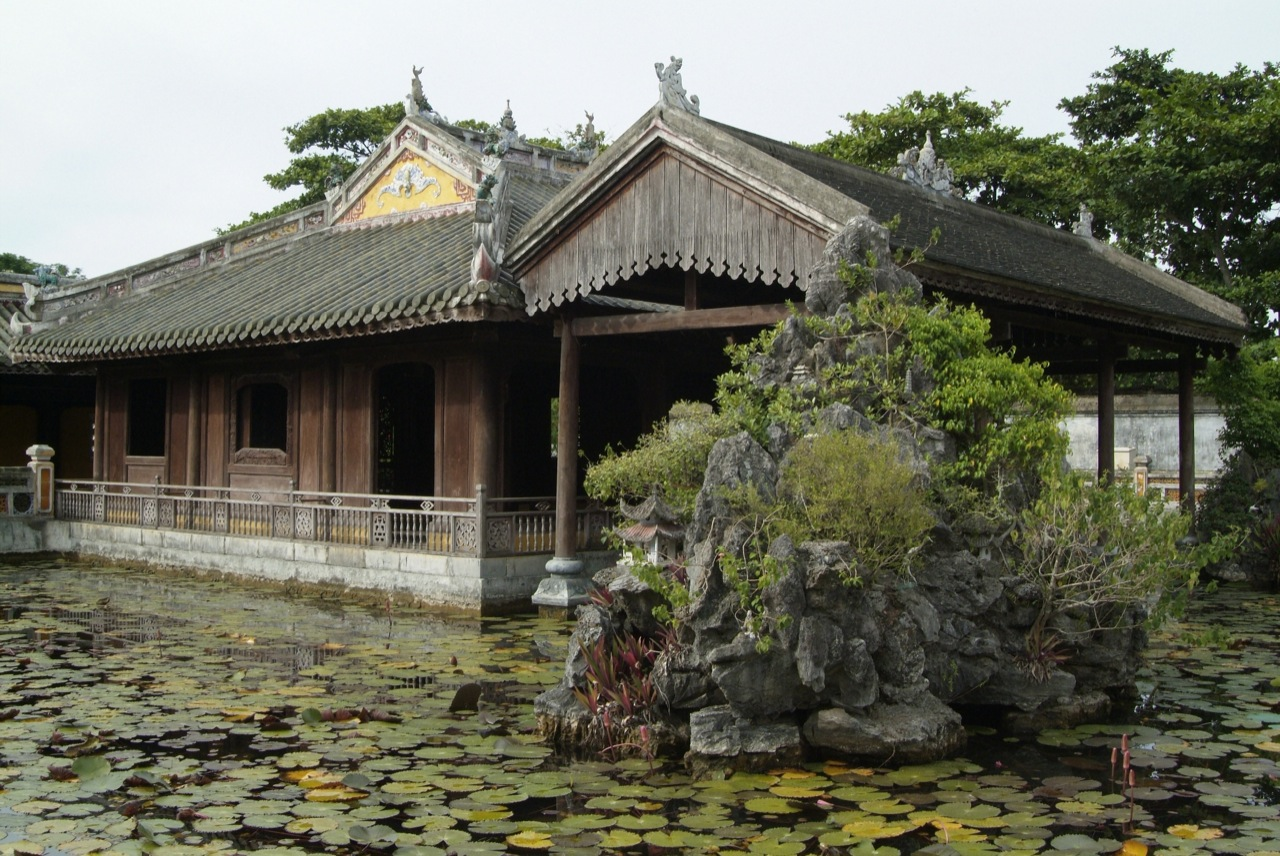
Hòn Non Bộ ở Trường Du Tạ trong cung Diên Thọ, Cố đô Huế.

Theo Đại Việt sử ký thì tháng 6 năm Ất Dậu (985) vua Lê Đại Hành, nhân lễ sinh nhật vua người ta đắp quả núi giả trên chiếc bè giữa sông để vua quan đi thuyền chung quanh thưởng ngoạn. Sách chữ Nho Phương danh bị khảo thì nhắc đến trong dân gian cũng chơi "bồn trì" và "giả sơn" tức là "bể cạn" và "non bộ". Vậy thì rất có thể cái thú vương giả này đã từ trong cung đình truyền ra tứ dân rồi ngày càng phổ biến.
Hiện tại, Hòn Non Bộ được  xem như là 1 công trình trang trí cho các gia đình có điều kiện hoặc các công trình kiến trúc

## Thiết kế
Tại Việt Nam, non bộ là những cụm núi giả đặt giữa một bồn nước nhỏ. Kích thước bồn nước, nhỏ thì chỉ 15–20 cm, lớn thì đến 2–3 m đặt trong các vườn nhà, nhưng cũng có khi xây lớn 8–9 m tại những đền, chùa, cung điện. Bể nhỏ thì không thả cá và có thể để trưng trong nhà nhưng những loại bể lớn xây ngoài vườn thì có thể nuôi cá kiểng, thả bèo. Tầm sâu của bồn nước không mấy quan trọng nhưng khoảng cách mặt nước phẳng lặng là điểm thiết yếu.
Đá dùng đắp non bộ thì những loại đá xốp dễ hút nước từ trong bồn lên để nuôi cây như đá san hô là hợp nhất. Đá cứng như đá vôi thì cần có khe nứt, kẽ gân để làm mạch nước. Dạng đá thì trong khi người Nhật và Hoa thích những loại đá hình thù dị kỳ nhưng tiêu chuẩn của người Việt khi đắp hòn non bộ là đá phải có dạng giống ngọn núi hay hải đảo, có thực tính hơn. Núi đắp thì thường có số lẻ như 1, 3, 5... ngọn chứ không đắp số chẵn 2,4,6... ngọn bao giờ, đó là vì theo quan niệm thì những gì lẻ vẫn tự nhiên hơn . Trong nghệ thuật hòn non bộ, cái trọng tâm là hồn của đá, cây xanh chỉ được sắp xếp tô điểm thêm nét tự nhiên cho núi giả chứ không phải trọng tâm của tiểu cảnh nên thế cây không phải quá nghiêm ngặt như phép chơi bonsai của Nhật; tuy nhiên vẫn phải theo tỉ lệ, cây không thể cao to hơn núi... bởi mục đích của nghệ thuật non bộ là thu hút người xem tổng thể hài hoà: ngọn núi cao, mặt nước lặng; cây xanh và những vật trang trí trên ngọn núi, nét gần xa...
Nghệ thuật xây dựng non bộ tuy có những nguyên tắc, quy luật rất chặt chẽ, khắt khe như chủ, khách, xa gần, chẵn lẻ, cao thấp... nhưng hiện tại cách chơi đã phóng khoáng hơn.

## Với kiến trúc

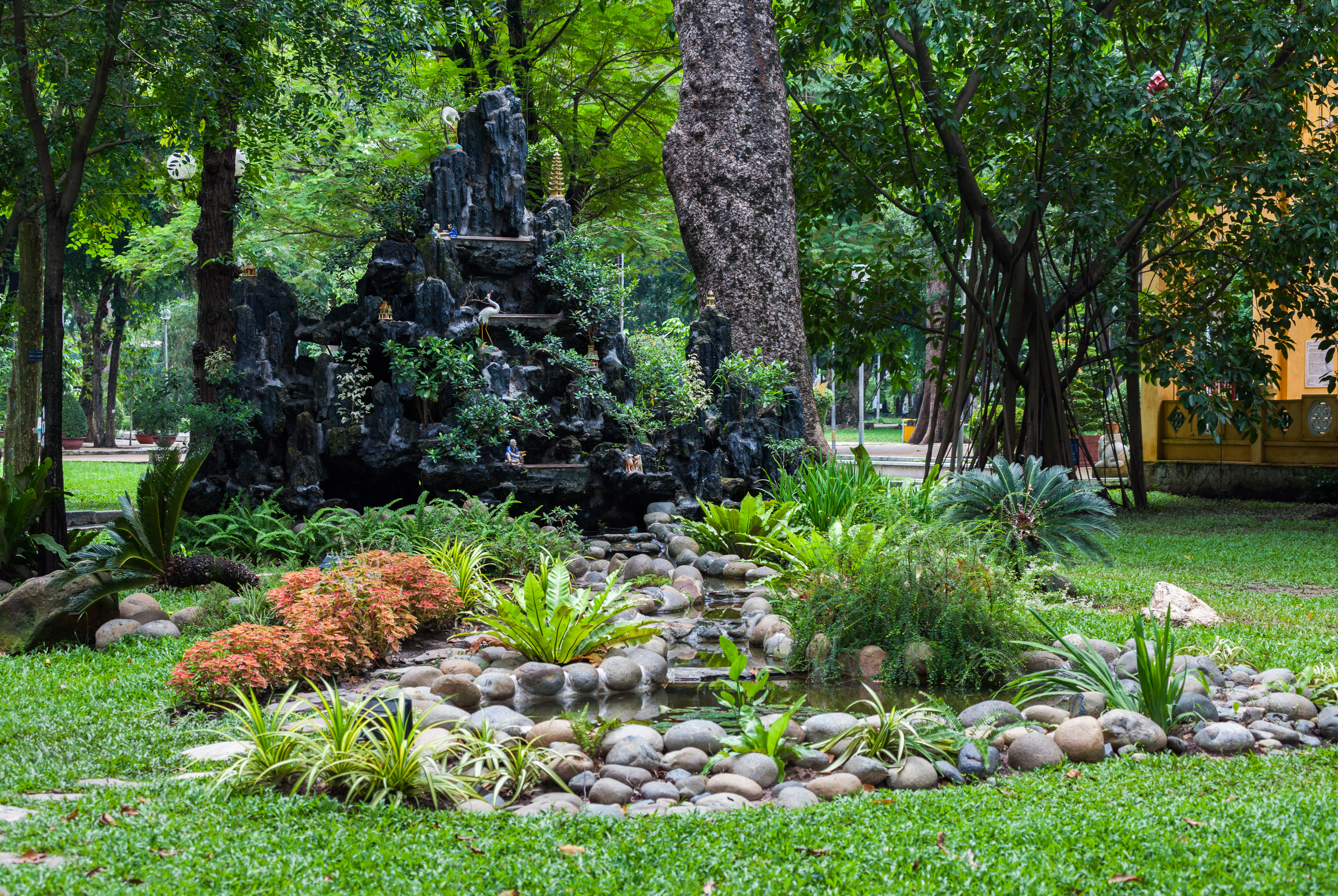
Hòn non bộ tại Công viên Tao Đàn

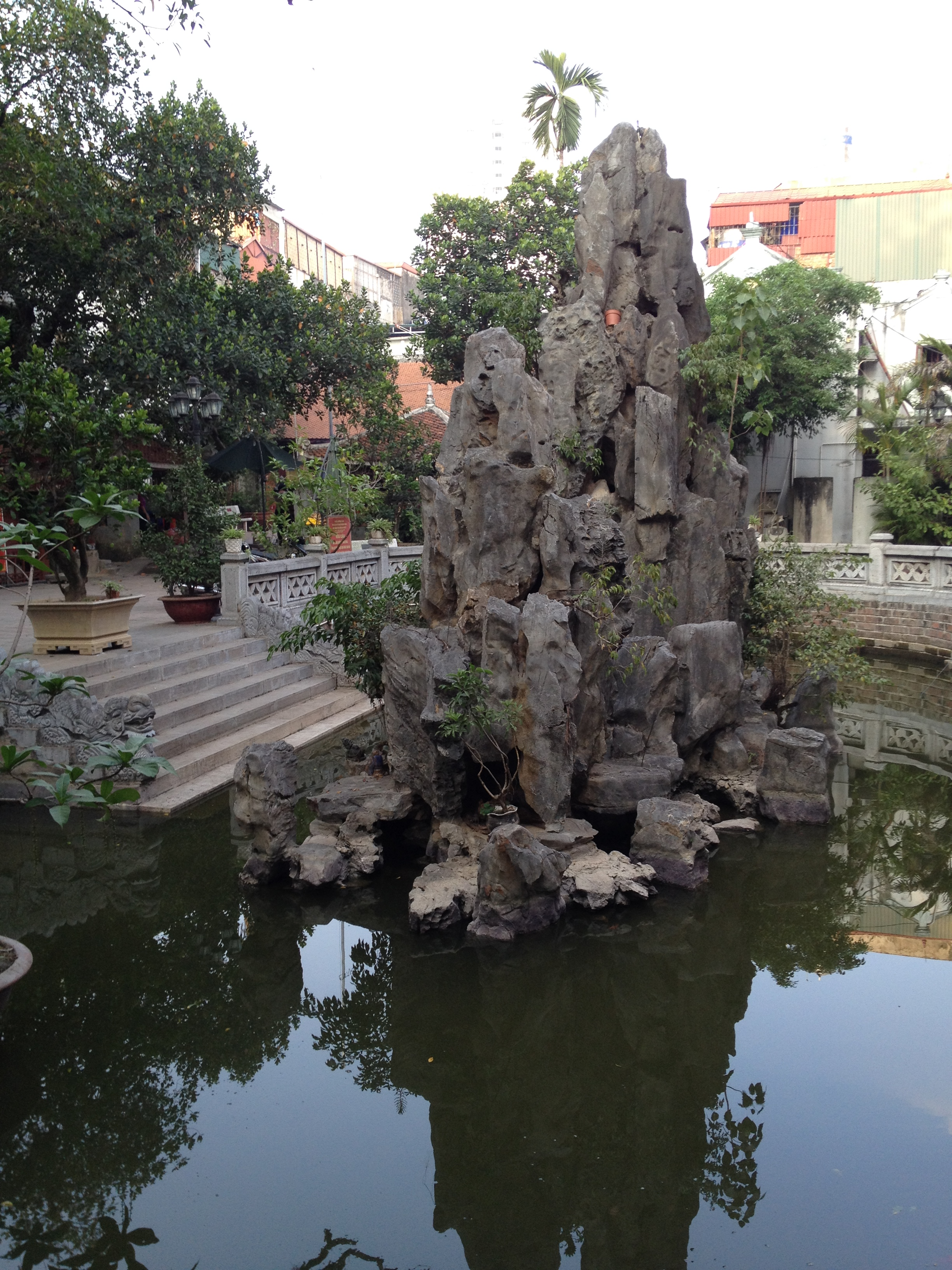
Hòn non bộ, đình Ứng Thiên, Hà Nội

Hòn non bộ có một địa vị quan trọng trong cách bài kế sân vườn và kiến trúc cổ Việt Nam. Nhà dân gian đặt hòn non bộ ở sân trước làm cảnh đón khách. Trong sân chùa, sân đền cũng dùng hòn non bộ như tấm bình phong để chắn yểm tà cùng tô điểm thêm cho cảnh quan cảm giác thoát tục. Chùa Trấn Quốc, Đền Quan Thánh, Đền Ngọc Sơn và Văn miếu ở Hà Nội đều có hòn non bộ ngoài sân. Thái Bình Lâu trong Tử Cấm Thành Huế nơi vua nhà Nguyễn ra đọc sách cũng có hòn non bộ lớn. Riêng sân đình thì không đặt hòn non bộ mà để trống khoáng giống sân chầu Điện Thái Hoà. Đó là vì đình là nơi biểu hiện uy quyền chứ không phải nơi vãn cảnh thưởng ngoạn.